# João Boaventura
João Boaventura é um professor escolar e político brasileiro.
Foi candidato a deputado estadual para a Assembleia Legislativa de Santa Catarina pelo Partido Social Democrático (PSD) nas eleições de 1962, recebendo 3.204 votos e ficando como suplente, foi convocado e tomou posse na 5ª Legislatura (1963-1967).